# John Ligonier
John (Jean-Louis) Ligonier (Castres, 7 november 1680 – Cobham, 28 april 1770) was een als Frans geboren officier die in dienst was bij de Engelsen. Hij was ook actief in de Engelse politiek.

## Biografie
Hij werd geboren als Jean-Louis Ligonier in het Zuid-Franse Castres in een familie van hugenoten. Na de herroeping van het Edict van Nantes in 1685 emigreerde zijn familie naar Engeland.
John Ligonier genoot zijn opleiding in Frankrijk en Zwitserland. Na zijn opleiding ging hij in dienst in een compagnie in Vlaanderen onder leiding van John Cutts. Tijdens de Spaanse Successieoorlog wist hij zich herhaaldelijk te onderscheiden, onder andere bij Slag bij Blenheim. In 1739 werd hij benoemd tot majoor-generaal. Na de Slag bij Dettingen werd hij door koning George III tot Ridder benoemd in de Orde van het Bad.
Tijdens de Slag bij Rocourt voerde hij de Engelse troepen aan. Tijdens de Slag bij Lafelt werd hij door zijn tegenstanders gevangengenomen. Na een paar dagen werd hij echter al vrij gelaten. Met het einde van de campagne in de Oostenrijkse Successieoorlog, werd ook Ligoniers militaire carrière beëindigd. Tijdens de Zevenjarige Oorlog maakte hij deel uit van het kabinet van Thomas Pelham-Holles. Na zijn openbare leven ontving hij nog enkele titels, waaronder Graaf van Ligonier. Uiteindelijk stierf hij op 89-jarige leeftijd in Cobham.